# Sean Casey (wrestler)
Sean Casey (Cincinnati, 1º febbraio 1972) è un wrestler statunitense.
Attualmente è sotto contratto con la Ohio Valley Wrestling (OVW).

## Carriera

### Ohio Valley Wrestling (1998 - Presente)
Casey inizia ad allenarsi nel 1995 sotto la guida di Brian Pillman e combatte il suo primo importante match a WCW Nitro, il 2 dicembre 1996, dove viene sconfitto abbastanza facilmente da Kevin Sullivan. Dopo diversi incontri combattuti a Shotgun, in WWF, firma un contratto con la federazione e viene mandato in Ohio Valley Wrestling per allenarsi ulteriormente. In uno dei suoi primi match in OVW, nell'agosto 1999, Casey sconfigge Johnny Spade e conquista l'OVW Light Heavyweight Championship. Dopo averlo difeso in diverse occasioni, lo perde circa un mese dopo contro Scotty Sabre. L'8 dicembre, batte Sabre e riconquista il Light Heavyweight Title. Dopo aver battuto Wolfie D. ed aver mantenuto il titolo, lo difende anche contro Low Rider, Scotty Sabre e The Eagle in un Fatal 4-Way. Il 19 gennaio, partecipa alla OVW River City Rumble, che però viene vinta da Bull Buchanan. Il giorno dopo, perde il suo titolo contro Chris Michaels. Il 15 marzo 2000, Casey riconquista il titolo per la terza volta ma lo perde definitivamente il 18 aprile contro lo stesso Michaels. Nei tapings del 26 aprile, perde contro Rico Costantino mentre il 24 maggio fa coppia con Jason Lee, affrontando Chris Michaels e Rico Costantino, perdendo. Nei tapings del 26 luglio, perde un match di coppia insieme a Randy Orton contro Robbie D. e Danny Basham. Dopo aver sconfitto Shelton Benjamin, Il 13 ottobre 2000, ottiene l'opportunità di conquistare gli NWA Tag Team Championship in coppia con il suo ex rivale Chris Michaels, ma perdono contro i campioni Rick Michaels & David Young. Successivamente, fa ripetutamente coppia con Michaels, sconfiggendo prima Danny Basham e Nick Dinsmore e poi Brian Keck & Ron Waterman. Nei tapings del 16 maggio 2001, perdono contro Brock Lesnar & Shelton Benjamin. Nei tapings del 16 settembre 2001, Michaels e Casey ottengono l'opportunità di conquistare l'OVW Southern Tag Team Championship ma vengono battuti dai campioni Rico Costantino & The Prototype. Anche il secondo tentativo, che ha avuto luogo il 16 gennaio 2002 contro Nick Dinsmore e Rob Conway, risulta un fallimento. Poco dopo, il suo contratto con la WWE giunge al termine e non viene rinnovato. Così, Casey abbandona la OVW.
Ritorna a sorpresa nove anni dopo, nei tapings del 3 agosto 2011, dove viene sconfitto dal campione della ROH, Davey Richards. Tre giorni dopo, vince una battle royal e ottiene l'opportunità di conquistare l'OVW Television Championship, ma viene battuto da Paredyse. Inizia poi una faida con Randy Terrez che li porta a combattere a OVW Saturday Night Special in un 2 out of 3 falls match l'8 ottobre, che però viene vinto da Terrez. Nei tapings del 19 ottobre, sconfigge Joe Coleman. Nei tapings del 4 febbraio, si allea con Raphael Costantine e i due battono Assassin 2 e Nick Dumeyer. La stessa sera, a Saturday Night Special, perde un match ad 8 ad eliminazione insieme a Christopher Silvio, Lennox Norris e Tony Gunn contro Jason Wayne, Johnny Spade, Shiloh Jonze e Paredyse. La settimana dopo, non riesce a conquistare i titoli di coppia con Costantine poiché perdono contro Shiloh e Spade.

### Ring of Honor (2011 - Presente)
Il 5 novembre 2011, Casey debutta in Ring of Honor perdendo un 2 on 1 Handicap Match insieme a Raphael Costantine contro il solo Michael Elgin.

## Nel wrestling

### Mosse
- Mindblower (Sitout three-quarter facelock jawbreaker)
- Superkick
- Running Lariat
- Bodyslam
- Snap DDT
- Scoop Slam
- Standing Dropkick
- Suicide Dive

### Nicknames
- "Livewire"
- "Sexy"

## Titoli e riconoscimenti
304 Wrestling
- 304 Championship (1)
- 304 Tag Team Championship (1 - con Buff Bagwell)

Blue Water Championship Wrestling
- BWCW Heavyweight Championship (1)

Frontier Elite Wrestling
- FEW Championship (2)
- Total Elimination Championship (2)

Cleveland All Pro Wrestling
- CAPW Light Heavyweight Championship (1)

Showtime Allstar Wrestling
- SAW Tag Team Championship (1 - con Chris Michaels)

Heartland Wrestling Association
- HWA Tag Team Championship (1 - con Brian Taylor)

Northern Wrestling Federation
- NWF Tag Team Championship (1 - con Chris Harris)

Ohio Championship Wrestling
- OCW Heavyweight Championship (2)
- OCW United States Championship (1)

Peel's Championship Wrestling
- PCW Tag Team Championship (1 - con Chris Harris)

Showtime All-Star Wrestling
- SAW Tag Team Championship (1 - con Chris Michaels)

Vendetta Pro Wrestling
- Vendetta Pro Heavyweight Championship (1)

Universal Championship Wrestling
- UCW Heavyweight Championship (1)

Vendetta Pro Wrestling
- Vendetta Pro Heavyweight Championship (1)

Ohio Valley Wrestling
- OVW Light Heavyweight Championship (3)

Pro Wrestling Illustrated
- 154º nella classifica dei 500 migliori wrestler su PWI 500 (2003)